# Fermín Calbetón y Blanchón
Fermín Cándido Calbetón y Blanchón (San Sebastián, 4 de setembro de 1853 — Madri, 4 de fevereiro de 1919) foi um advogado, ministro e político espanhol.
Como político, foi deputado e ministro de estado. Faleceu em sua casa, no número 26 da Calle de Ortega e Gasset às oito e meia da noite de 4 de fevereiro de 1919.